# 台湾毛茛
台湾毛茛（学名：Ranunculus taisanensis），又名“鹿场毛茛”，为毛茛科毛茛属下的一个种。

## 扩展阅读
- 維基物種上的相關：台湾毛茛